# Canton de Marchenoir
Le canton de Marchenoir est un ancien canton français situé dans le département de Loir-et-Cher et la région Centre.

## Géographie
Ce canton était organisé autour de Marchenoir dans l'arrondissement de Blois. Son altitude variait de 97 m (Conan) à 153 m (Autainville) pour une altitude moyenne de 130 m.

## Représentation

### Conseillers généraux de 1833 à 2015
| Période      | Période       | Identité                                   | Étiquette             | Qualité |
| ------------ | ------------- | ------------------------------------------ | --------------------- | --- |
| 1833         | 1845          | Baron Jean Chevalier de Caunan (1778-1863) |                       | Maître des Requêtes au Conseil d'État Propriétaire à Caunan, ancien Préfet |
| juillet 1845 | novembre 1845 | André Lenormant-Grancourt (1800-1869)      |                       | Garde à cheval des forêts, propriétaire Conseiller municipal et propriétaire du château de Lalouin à Suèvres |
| 1845         | 1848          | Aimé Alphonse Couteau-Laurent (1792-?)     |                       | Banquier, conseiller municipal de Blois |
| 1848         | 1852          | Pierre Chevallier                          |                       | Notaire et suppléant du juge de paix à Marchenoir |
| 1852         | 1853          | Honoré Albert de Luynes Duc de Chevreuse   |                       | Propriétaire Chef de bataillon de la garde nationale de Chevreuse |
| 1853         | 1855          | Pascal Armand Aucher-Lhéritier             |                       | Docteur en droit, avocat Adjoint au maire de Blois |
| 1855         | 1858 (décès)  | Pierre Chevallier                          |                       | Notaire et suppléant du juge de paix à Marchenoir |
| 1858         | 1861          | Paul Moreau                                |                       | Officier, maître de poste, propriétaire Maire de Mer (1853-1867) |
| 1861         | 1870          | Jacques Meurville                          |                       | Notaire à Blois |
| 1871         | 1896 (décès)  | Édouard de Sonnier                         | Républicain           | Avocat et propriétaire-exploitant Député (1876-1889) |
| 1897         | 1901          | Charles Legras                             | Républicain           | Médecin, maire de Marchenoir (1878-1900), conseiller d'arrondissement |
| 1901         | 1907          | Eugène Blanchard                           | Rad.                  | Agriculteur, propriétaire Maire de Saint-Laurent-des-Bois (1888-1894) |
| 1907         | 1919          | Gorgon Légisse                             | Républicain           | Notaire - Maire d'Oucques (1900-1929) |
| 1919         | 1940          | Alphonse Saunier                           | RG-Rad.ind.           | Notaire Maire de Marchenoir (1919-1947) Président du Conseil Général (1934-1940) Membre de la Commission administrative départementale (1941-1943) Nommé conseiller départemental en 1943 Président du Conseil départemental (1943-1945) |
|              |               |                                            |                       | |
| 1945         | 1947 (décès)  | Alphonse Saunier                           | Droite                | Notaire Maire de Marchenoir (1919-1947) |
| 1947         | 1949          | Camille Rédouin                            | Rad.                  | Cultivateur Maire de Saint-Léonard-en-Beauce (1935-1947), ancien conseiller d'arrondissement (1938-1940) |
| 1949         | 1961          | René Revaux                                | RPF puis DVD          | Agriculteur Maire de Saint-Léonard-en-Beauce (1947-1971) |
| 1961         | 1979          | Jean Mauduit                               | DVD puis UDF          | Interne à Paris Maire de Marchenoir (1965-1977) |
| 1979         | 1992          | Henri Giscard d'Estaing                    | UDF                   | Directeur de marketing, Authon |
| 1992         | 1996 (décès)  | René Salvat                                | RPR                   | Conducteur de travaux Maire de Saint-Léonard-en-Beauce (1989-1996) |
| 1996         | 2015          | André Boissonnet                           | UDF puis DVD puis UDI | Conseiller en production végétale Maire d'Oucques depuis 1995 Vice-président du Conseil général Suppléant du député Maurice Leroy (2002-2007)                                                                                            |

### Conseillers d'arrondissement (de 1833 à 1940)
| Période                                  | Période          | Identité                                | Étiquette               | Qualité |
| ---------------------------------------- | ---------------- | --------------------------------------- | ----------------------- | --- |
| 1833                                     | 1836             | Cantin Lefèvre                          |                         | Maire de Lorges                                                                                             |
| 1836                                     | 1842             | Barthélemy Bernard Libron (1775-1848)   |                         | Ancien chirurgien major de la Garde Impériale, propriétaire à Josnes                                        |
| 1842                                     | 1845             | Gentien Alexandre Péan (1765-1857)      |                         | Juge à Blois, propriétaire à Marchenoir                                                                     |
| 1845                                     | 1848             | Augustin Houdin (1810-1904)             | Républicain Fouriériste | Notaire à Josnes, juge de paix, maire de Saint-Léonard-en-Beauce                                            |
| 1848                                     | 1861             | Jean-Louis Dubreuil                     |                         | Propriétaire, maire de Josnes                                                                               |
| 1861                                     | 1867             | Charles-Auguste Main                    |                         | Propriétaire à Beaugency                                                                                    |
| 1867                                     | 1877             | Emile Moutardot                         |                         | Notaire à Marchenoir                                                                                        |
| 1877                                     | 1880             | Joseph Riby (1814-1883)                 |                         | Ancien notaire à Josnes                                                                                     |
| 1880                                     | 1897 (démission) | Charles Legras                          | Républicain             | Médecin, maire de Marchenoir, suppléant du juge de paix                                                     |
| 4 mars 1897                              | 1904             | Léonce Riby (1845-1908, fils de J.Riby) |                         | Propriétaire, conseiller municipal de Josnes                                                                |
| 1904                                     | 1919             | Marie-Auguste Lantigny                  |                         | Propriétaire, maire de Marchenoir                                                                           |
| 1919                                     | 1937 (décès)     | Lucien Beaujouan                        | Radical                 | Cultivateur, maire de Roches (1899-1937)                                                                    |
| 1938                                     | 1940             | Camille Rédouin                         | Radical                 | Cultivateur, adjoint au maire de Saint-Léonard-en-Beauce                                                    |
| 1940                                     |                  |                                         |                         | Les conseils d'arrondissement ont été suspendus par la loi du 12 octobre 1940 et n'ont jamais été réactivés |
| Les données manquantes sont à compléter. |                  |                                         |                         | |

## Composition
Le canton de Marchenoir, d'une superficie de 267 km2, était composé de dix-huit communes
.
| Nom                      | Code Insee | Intercommunalité              | Superficie (km2) | Population (dernière pop. légale) | Densité (hab./km2) |
| ------------------------ | ---------- | ----------------------------- | ---------------- | --------------------------------- | ------------------ |
| Autainville              | 41006      | CC Beauce Val de Loire        | 25,01            | 432 (2014)                        | 17                 |
| Beauvilliers             | 41015      | CC Beauce et Forêt            | 8,00             | 61 (2014)                         | 7,6                |
| Boisseau                 | 41019      | CC Beauce Val de Loire        | 8,06             | 106 (2014)                        | 13                 |
| Briou                    | 41027      | CC Beauce Val de Loire        | 10,17            | 146 (2014)                        | 14                 |
| Conan                    | 41057      | CC Beauce Val de Loire        | 15,30            | 197 (2014)                        | 13                 |
| Concriers                | 41058      | CC Beauce Val de Loire        | 4,84             | 167 (2014)                        | 35                 |
| Josnes                   | 41105      | CC Beauce Val de Loire        | 20,63            | 886 (2014)                        | 43                 |
| Lorges                   | 41119      | CC Beauce Val de Loire        | 13,52            | 376 (2014)                        | 28                 |
| La Madeleine-Villefrouin | 41121      | CC Beauce Val de Loire        | 9,68             | 30 (2014)                         | 3,1                |
| Marchenoir               | 41123      | CC Beauce Val de Loire        | 9,42             | 644 (2014)                        | 68                 |
| Oucques                  | 41171      | CC Beauce et Forêt            | 26,23            | 1 513 (2014)                      | 58                 |
| Le Plessis-l'Échelle     | 41178      | CC Beauce Val de Loire        | 11,70            | 75 (2014)                         | 6,4                |
| Roches                   | 41191      | CC Beauce Val de Loire        | 8,79             | 70 (2014)                         | 8                  |
| Saint-Laurent-des-Bois   | 41219      | CC des Terres du Val de Loire | 18,32            | 293 (2014)                        | 16                 |
| Saint-Léonard-en-Beauce  | 41221      | CC Beauce Val de Loire        | 40,66            | 643 (2014)                        | 16                 |
| Séris                    | 41245      | CC Beauce Val de Loire        | 17,52            | 375 (2014)                        | 21                 |
| Talcy                    | 41253      | CC Beauce Val de Loire        | 15,21            | 255 (2014)                        | 17                 |
| Villeneuve-Frouville     | 41284      | CC Beauce Val de Loire        | 4,36             | 61 (2014)                         | 14                 |

## Démographie

### Évolution démographique
| 1962  | 1968  | 1975  | 1982  | 1990  | 1999  | 2006  | 2011  | 2012  |
| ----- | ----- | ----- | ----- | ----- | ----- | ----- | ----- | ----- |
| 6 583 | 6 494 | 5 791 | 5 372 | 5 468 | 5 511 | 6 065 | 6 325 | 6 358 |

### Âge de la population
La pyramide des âges, à savoir la répartition par sexe et âge de la population, du canton de Marchenoir en 2009 ainsi que, comparativement, celle du département de Loir-et-Cher la même année sont représentées avec les graphiques ci-dessous.
La population du canton comporte 49,5 % d'hommes et 50,5 % de femmes. Elle présente en 2009 une structure par grands groupes d'âge légèrement plus âgée que celle de la France métropolitaine. 
Il existe en effet 90 jeunes de moins de 20 ans pour cent personnes de plus de 60 ans, alors que pour la France l'indice de jeunesse, qui est égal à la division de la part des moins de 20 ans par la part des plus de 60 ans, est de 1,06. L'indice de jeunesse du canton est par contre supérieur à celui  du département (0,83) et inférieur à celui de la région (0,95).
| Hommes | Classe d’âge | Femmes |
| ------ | ------------ | ------ |
| 0,8    | 90 ans ou +  | 1,3    |
| 10,2   | 75 à 89 ans  | 14,4   |
| 13,4   | 60 à 74 ans  | 14,3   |
| 19,7   | 45 à 59 ans  | 17,4   |
| 21,9   | 30 à 44 ans  | 20,0   |
| 13,9   | 15 à 29 ans  | 13,5   |
| 20,1   | 0 à 14 ans   | 19,1   |

| Hommes | Classe d’âge | Femmes |
| ------ | ------------ | ------ |
| 0,5    | 90 ans ou +  | 1,5    |
| 8,8    | 75 à 89 ans  | 12,1   |
| 15,4   | 60 à 74 ans  | 16,1   |
| 21,2   | 45 à 59 ans  | 20,5   |
| 19,6   | 30 à 44 ans  | 18,7   |
| 15,9   | 15 à 29 ans  | 14,3   |
| 18,6   | 0 à 14 ans   | 16,8   |